# 오드라 맥도널드
오드라 맥도널드(Audra McDonald, 1970년 7월 3일 ~ )는 미국의 배우, 가수이다.

## 출연 작품

### 영화
- Seven Servants (1996)
- 애니 (1999)
- 위트 (2001)
- 더 베스트 씨프 인 더 월드 (2004, The Best Thief in the World)
- A Raisin in the Sun (2008)
- 램파트 (2011)
- Lady Day at Emerson's Bar and Grill (2016)
- Once Upon a Sesame Street Christmas (2016)
- 헬로 어게인 (2017, Hello Again)
- 미녀와 야수 (2017)
- 리스펙트 (2021)

### 텔레비전
- 로앤오더: 성범죄 전담반 (2000)
- 베드포드 다이어리 (2006, The Bedford Diaries)
- 키드냅 (2006-07)
- 프라이빗 프랙티스 (2007-13)
- Great Performances (2007, 2023)
- 그레이 아나토미 (2009)